# Riverside Speedway
Der Riverside Speedway ist eine 0,53 Kilometer lange Motorsport-Rennstrecke bei Antigonish, in Nova Scotia, Kanada. Das Shorttrack-Oval liegt etwa 15 km westlich von Antigonish am Trans-Canada Highway 104. Das bedeutendste Rennen auf der Strecke ist das IWK 250.

## Streckenbeschreibung

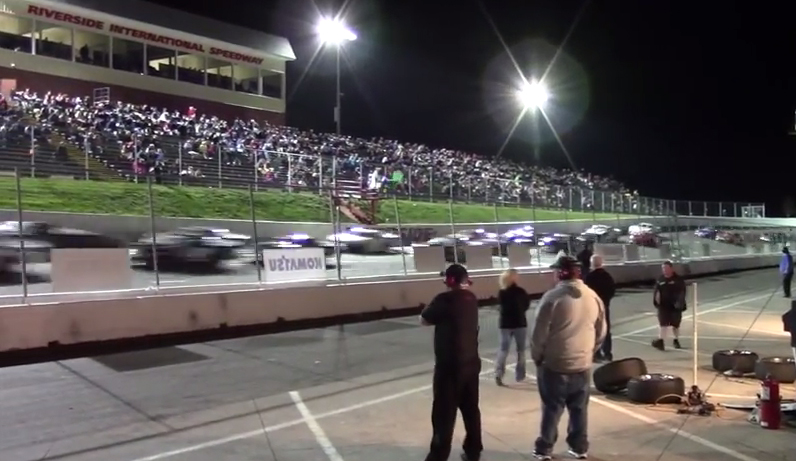
Nachtrennen auf dem Riverside Speedway

Der Riverside International Speedway wurde als verkleinerte Version des Bristol Motor Speedway in Bristol, Tennessee, konzipiert.
Die Strecke wurde als asphaltiertes Shorttrack-Oval mit einer Länge von 0,333 Meilen (0,536 km), einer Neigung von 14° in den Kurven sowie einer Neigung von 5° auf beiden Geraden angelegt. Die Anlage besitzt Sitzplätze für 10.000 Zuschauer.

## Geschichte
Das Design wurde nach gemeinsamen Konsultationen des Streckenerrichters John Chisholm und NASCAR-Mitbegründer Bill France Sr. 1967 festgelegt. Man einigte sich darauf, dass eine Halbmeilenstrecke zu hart für die Motoren, Autos, Reifen und Motoren wäre und es Sinn machen würde, eine kleinere Version einer bestehenden Strecke zu entwickeln. Chisholm und sein Vermesser-Team besuchten auf Einladung von France Sr. die Strecke in Bristol, um die Abmessungen der Strecke zu ermitteln. 1968 begann man basierend auf diesen Daten mit dem Bau von Riverside.
Der Riverside Speedway wurde im Jahre 1969 eröffnet. John Chisholm, ein ortsansässiger Unternehmer, übernahm die Leitung der Rennstrecke. Für viele Jahre war der Riverside Speedway Austragungsort eines NASCAR-Busch-East-Series-Rennens, so dass auch bekannte Piloten wie Benny Parsons auf ihm fuhren. In den 1980er-Jahren verkaufte Chisholm die Strecke an Derek Vandalin, der in der Stadt Antigonish lebte. Vandalin betrieb die Rennstrecke bis zu seinem Ableben im Jahre 2005.
John Chisholm kaufte sich die Strecke dann von den Hinterbliebenen zurück. Kurz darauf startete Chisholm ein großes Renovierungsprojekt. Die gesamte 0,53 Kilometer lange Rennstrecke wurde neu asphaltiert. Die ehemaligen Schutzgeländer am Streckenrand wurden durch dicke und stabile Betonwände ersetzt. Zudem wurde die Haupttribüne renoviert und vergrößert. Für die Presse und Prominente wurden spezielle Zonen eingerichtet.
Streckenbesitzer Chisholm starb am 4. Juli 2014 im Alter von 68 Jahren. Das Eigentum an der Strecke ging auf seine Familie über. Das IWK 250 von 2014 wurde Chisholm zu Ehren gewidmet, wobei alle Fahrzeuge des Rennens einen speziellen Aufkleber trugen, der an sein Leben erinnerte.
Vor dem IWK 250 2015 enthüllte Riverside den John W. Chisholm Memorial Cup. Der Pokal ist ein handgefertigter Silberpokal, der nicht nur künftige und frühere Gewinner des IWK 250 auszeichnet, sondern auch die Gewinner des jährlichen Riverside 250 von 1977 bis 2006 mit Plaketten auf dem Sockel würdigt.

## Veranstaltungen
Aktuelle:

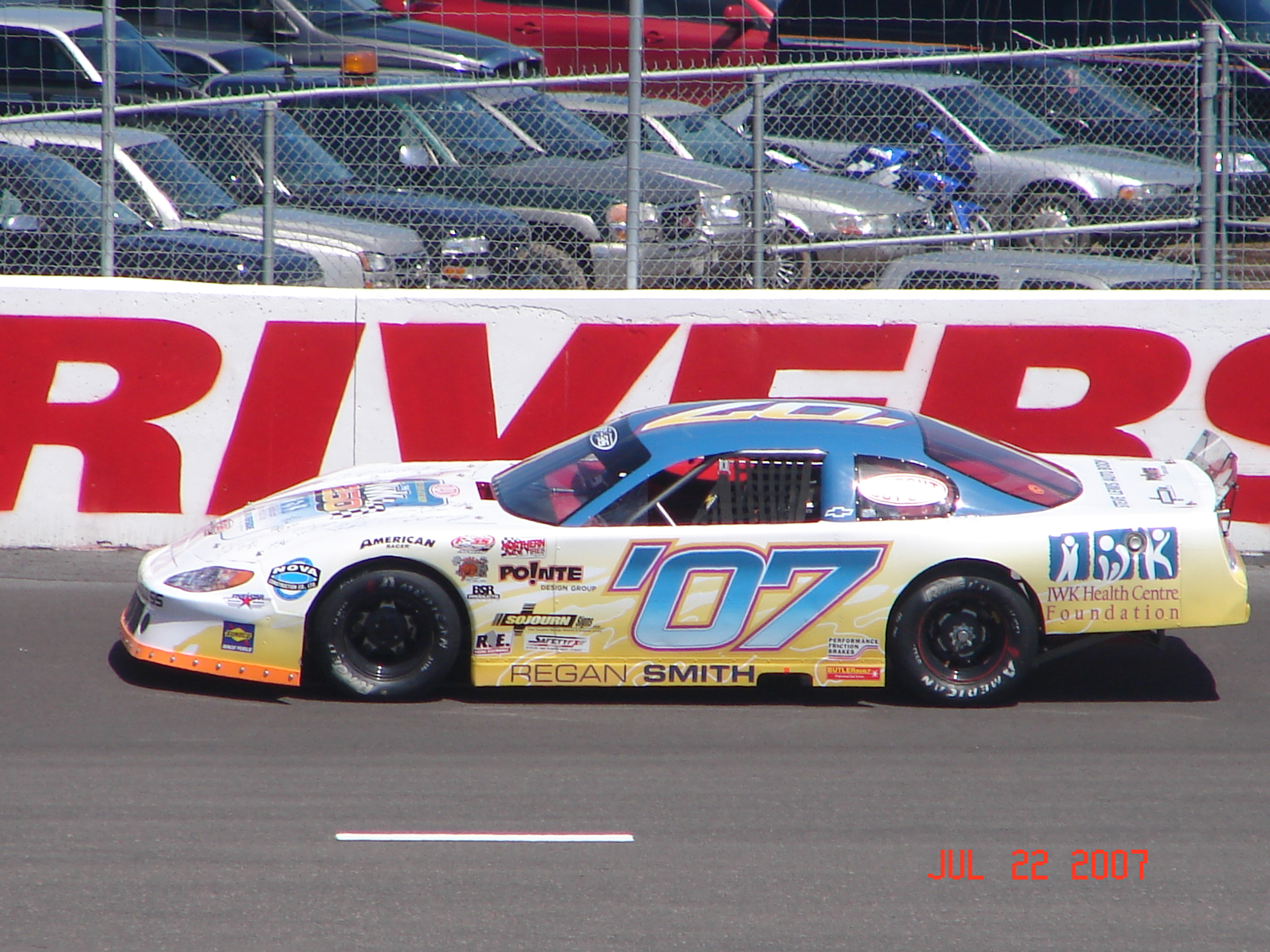
Pilot Regan Smith auf der Gegengerade des Riverside Speedways beim IWK 250 2007

- Bumper to Bumper 300; NASCAR Pinty’s Series (seit 2007)
- IWK 250 Presented by Steve Lewis Auto Body; Maritime Pro Stock Tour (seit 2008)
- Napa Sportsman Series (seit 2006)
- Maritime Legends Challenge; Maritime League of Legends (seit 2005)

Ehemalige:
- American Canadian Tour (1991–1992)
- Atlantic Open Wheel (2006–2008)
- MASCAR (1983–2000)
- NASCAR North Tour (1981 & 1985)
- NASCAR Canada series (1975)
- North Eastern Midget Association (1970)
- Pro All Stars Series (2006–2007)